# Chotcza (village)
Pour les articles homonymes, voir Chotcza.
Chotcza (prononciation : [ˈxɔtt͡ʂa]) est un village polonais de la gmina de Chotcza dans le powiat de Lipsko de la voïvodie de Mazovie dans le centre-est de la Pologne.
Il est le siège administratif (chef-lieu) de la gmina appelée gmina de Chotcza.
Il se situe à environ 14 kilomètres au nord-est de Lipsko (siège du powiat) et à 123 kilomètres au sud-est de Varsovie (capitale de la Pologne).
Le village possède approximativement une population de 270 habitants en 2006.

## Histoire
De 1975 à 1998, le village appartenait administrativement à la voïvodie de Radom.